# Cribrospirolina
Cribrospirolina es un género de foraminífero bentónico considerado un sinónimo posterior de Coscinospira de la familia Peneroplidae, de la superfamilia Soritoidea, del suborden Miliolina y del orden Miliolida. Su especie tipo era Cribrospirolina distinctiva. Su rango cronoestratigráfico abarcaba el Holoceno.

## Clasificación
Cribrospirolina incluía a la siguiente especie:
- Cribrospirolina distinctiva, considerado sinónimo posterior de Coscinospira arietina